# Navistar International
Navistar International Corporation – amerykański producent samochodów ciężarowych marki International, autobusów szkolnych marki IC Bus, silników wysokoprężnych oraz podwozi do samochodów dostawczych i kamperów.
Przedsiębiorstwo powstało w 1902 roku, a jego siedziba mieści się w Lisle, w stanie Illinois.
Od 6 września 2016 roku udziałowcem (16,6%) i strategicznym partnerem Navistar jest niemiecki koncern motoryzacyjny Volkswagen AG.